# Contragihad
El contragihad, també esmentat com nova extrema dreta o extrema dreta postindustrial, és un moviment polític d’extrema dreta sorgit principalment a Europa i als Estats Units durant les primeres dècades del segle xxi, caracteritzat per una oposició activa i organitzada a l’Islam i a la presència de població musulmana a les societats occidentals. Aquest moviment es fonamenta en la idea que l’Islam representa una amenaça per als valors, la cultura i la seguretat d’Occident, i sovint utilitza discursos sobre una suposada “islamització” d’Europa per justificar polítiques i accions restrictives envers les persones musulmanes i la immigració.

## Característiques principals
- Discurs antiislam: El nucli ideològic de la contragihad és la islamofòbia, entesa com el rebuig sistemàtic a l’Islam i a la població musulmana. Aquest discurs es manifesta tant en l’àmbit polític com en accions de carrer, campanyes mediàtiques i xarxes socials.[1]
- Extrema dreta: El moviment contragihadista s’inscriu dins de l’extrema dreta contemporània, compartint elements amb altres corrents com el nacionalisme excloent, la xenofòbia i l’antifeminisme. Sovint es presenta com a defensor de la “civilització occidental” davant d’una suposada amenaça exterior.[3]
- Internacionalització: Tot i tenir orígens i desenvolupament principalment a Europa, el contragihad manté connexions internacionals, amb vincles entre grups d’extrema dreta de diferents països, especialment a través d’Internet i trobades transnacionals.[1]
- Estratègies de mobilització: El moviment utilitza manifestacions públiques, campanyes de desinformació i accions mediàtiques per difondre el seu missatge i captar suports. També s’ha documentat la instrumentalització de la por als atemptats gihadistes per justificar polítiques restrictives i discursos d’odi.[3]

## Context europeu i internacional
A Europa, el discurs contragihadista ha estat assumit per partits i moviments d’extrema dreta, que han experimentat un creixement notable en les primeres dècades del segle xxi, especialment arran de l’augment de la immigració i dels atemptats terroristes d’origen gihadista. El moviment s’ha articulat a través de xarxes de blogs, trobades internacionals i organitzacions com Stop Islamisation of Europe o l’English Defence League.

## Crítiques i controvèrsies
Diversos informes i estudis acadèmics han assenyalat que el contragihad fomenta l’odi i la discriminació, i que contribueix a la polarització social i a l’augment dels delictes d’odi contra la població musulmana. Institucions públiques i organitzacions de drets humans alerten sobre el perill que suposa la normalització d’aquests discursos per a la convivència i la cohesió social.